# Districtul Médéa
Médéa este un district din provincia Médéa, Algeria.